# Трон лотоса

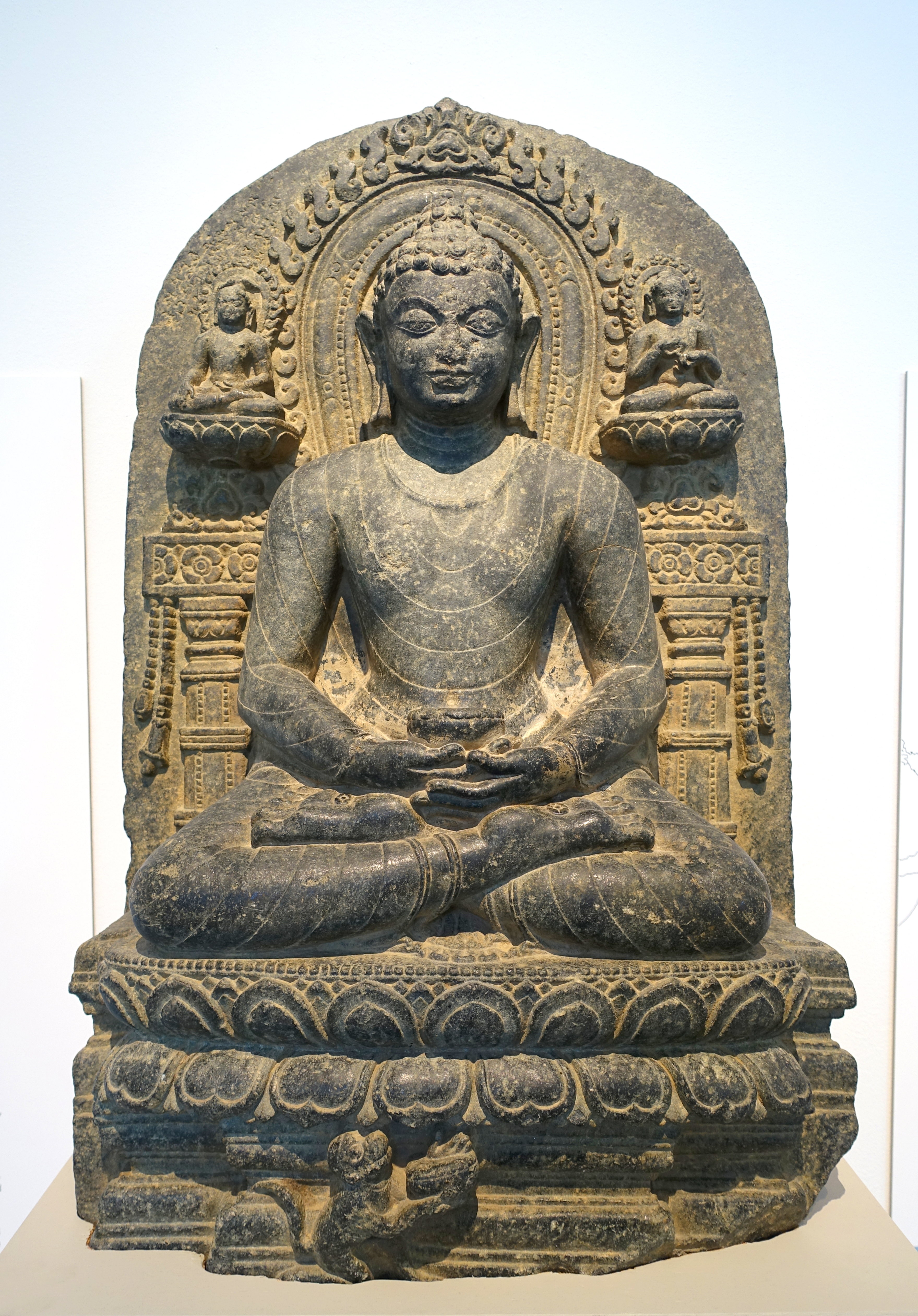
У каждой из трех фигур Будды есть трон лотоса. Династия Пала, Восточная Индия, ок. 1000.

Трон лотоса (платформа лотоса) — стилизованный цветок лотоса, используемый в азиатском искусстве в качестве сиденья или основы для фигуры. Это обычный постамент для божественных фигур в буддийском и индуистском искусстве, также часто используется в джайнском искусстве. Возникший в индуистском искусстве, он следовал за индийскими религиями, в частности, в Восточную Азию.
Форма трона варьируется, но всегда символизирует раскрывающийся цветок Nelumbo Nucifera, индийского лотоса. В некоторых буддийских легендах маленький Будда появился из цветка лотоса. Индийский лотос — это водное растение, похожее на водяную лилию, хотя на самом деле не имеет с ней тесного родства. Среди других необычных характеристик Nelumbo Nucifera обладает особым свойством отталкивания воды, известным как эффект лотоса или ультрагидрофобность. Символизм лотоса заключается также в том, что он возвышается над водной средой, в которой живет, и не загрязняется ею, что служит образцом для буддистов. Согласно палийскому канону, сам Будда положил начало этой часто повторяемой метафоре в «Аггуттара-никая», говоря, что цветок лотоса поднимается из грязной воды, не испачканный, так же как он (Будда) поднимается из этого мира, свободный от нечистоты, о которой говорится в сутре.
В санскрите трон называется либо падмасана (санскр. पद्मासन, асана — общее название поз сидящего человека), что также является названием для позы лотоса в медитации и йоге, или падмапита: падма означает лотос, пита — основание или постамент.

## История
Самая ранняя из Вед, Ригведа, описывает богов, наблюдающих за рождением Агни, бога огня, сидящего на цветах лотоса, а также рождение Васишты. В индуистском мифе главное божество Брахма появилось из лотоса, растущего из пупка Вишну.

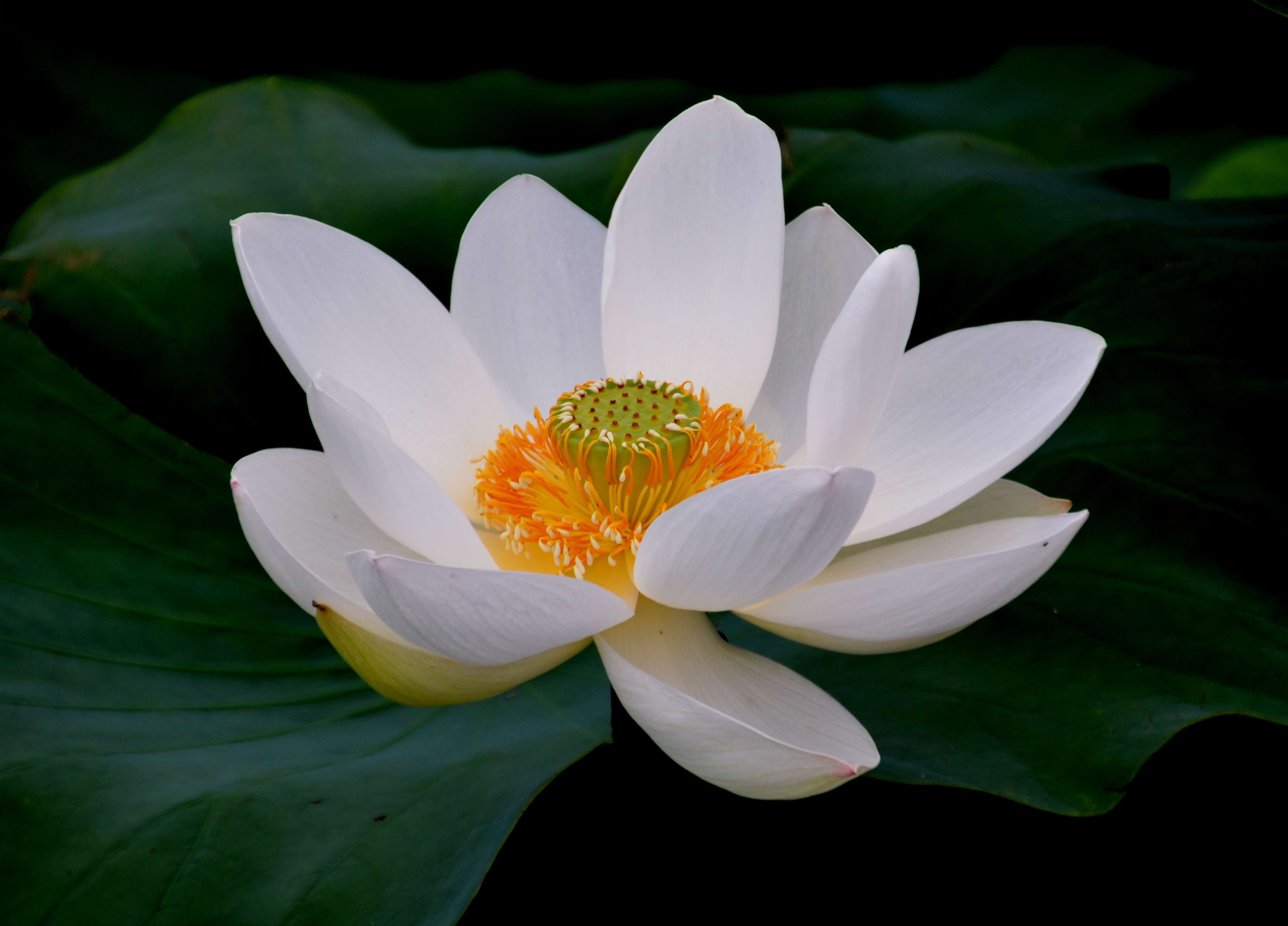
Цветок Nelumbo Nucifera, индийский лотос; цветовая гамма от белого до красного

В искусстве форма цветка лотоса впервые появилась как основа для редких ранних изображений Лакшми со II в. до н.э.; многие или большинство из них могут иметь буддистский контекст. Тем не менее, это становится общим для сидящих фигур Будды в греко-буддийском искусстве Гандхары в конце II или III в. н.э. Возможно, он достиг Декана уже в конце II в. В какой-то момент, вероятно, около 200 г. и до своей смерти около 250 г. буддистский мыслитель Нагарджуна призвал неизвестного буддийского монарха, весьма вероятно, из Декана, чтобы: 
 ... Пожалуйста, постройте из всех ценных материалов

 Изображения Будды с прекрасными пропорциями

 Хорошо сложенным и сидящим на лотосах... 
 Предположительно, эта иконография была актуальна в то время. Из повествования не ясно, имелись ли в виду скульптуры, картины или и то, и другое.
В раннем буддийском искусстве может быть специально изображено второе из Чудес-близнецов в легенде о жизни Будды. В некоторых отчетах об этом, участвуя в состязании с колдунами, Будда умножился на другие тела, которые сидели или стояли на цветах лотоса. Он стал использоваться для других буддийских фигур, и принят для других индуистских божеств, кроме Лакшми .

## Форма
Форма трона в искусстве эволюционировала довольно далеко от первоначальной. В исторической скульптуре очень часто используется пьедестал или трон «двойной лотос» (вишвападма), который разделяется горизонтальной линией на две части. Чаще всего лепестки поднимаются верх и опускаются вниз от разделительной линии, но иногда верхняя часть трона представляет выступающую семенную головку с плоским верхом и иногда с отверстиями для семян в качестве основы для фигуры. Возможно, двойственность трона лотоса происходит от лотоса Бингди — особого вида лотоса с двумя цветами на каждом стебле, однако эта связь неочевидна. В восточноазиатском изобразительном искусстве, а также в современных индуистских картинах, трон лотоса часто изображается более реалистично с точки зрения его формы (хотя, очевидно, не его размера). 

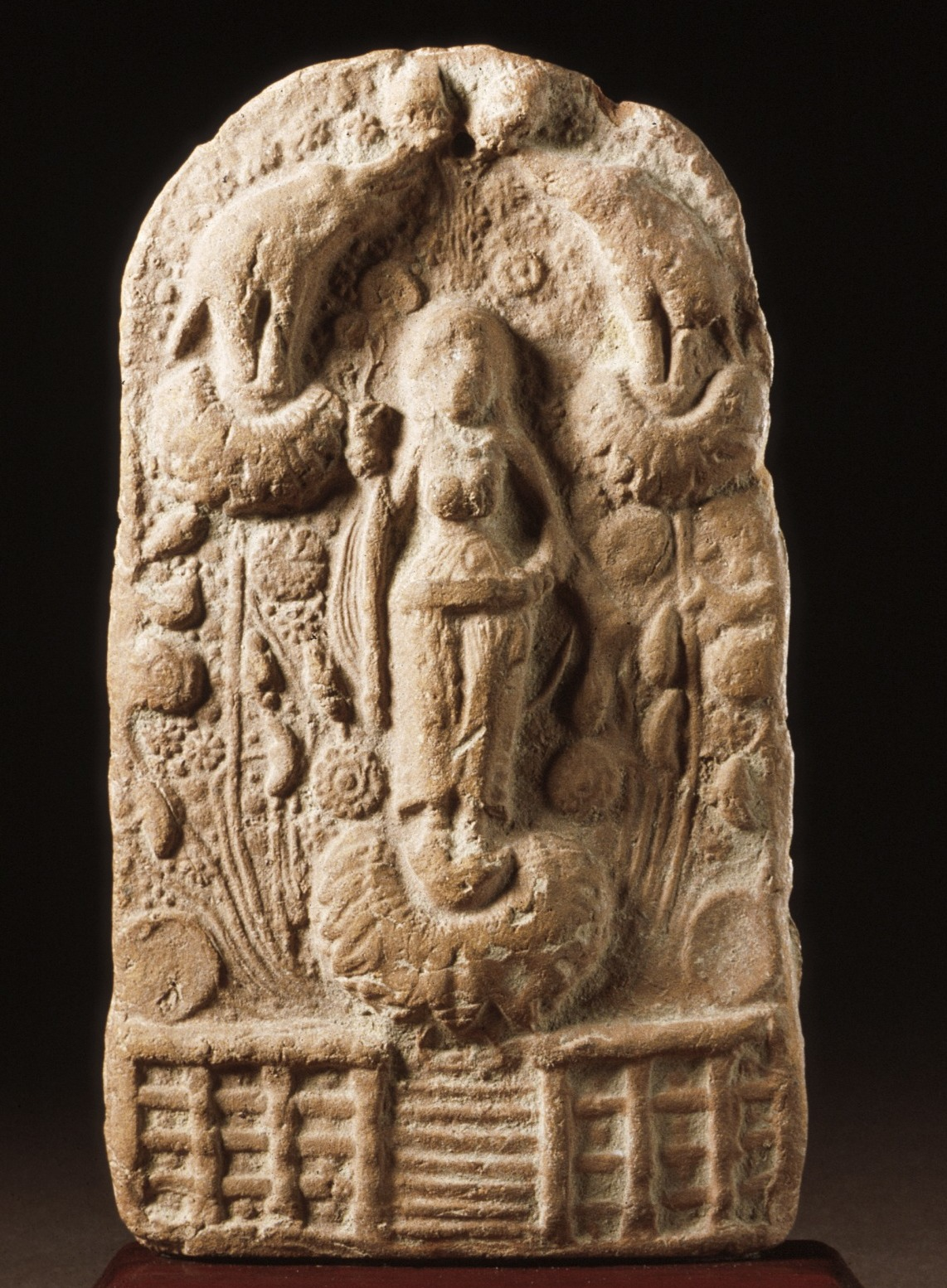
Гаджа-Лакшми, I век до н.э., терракота
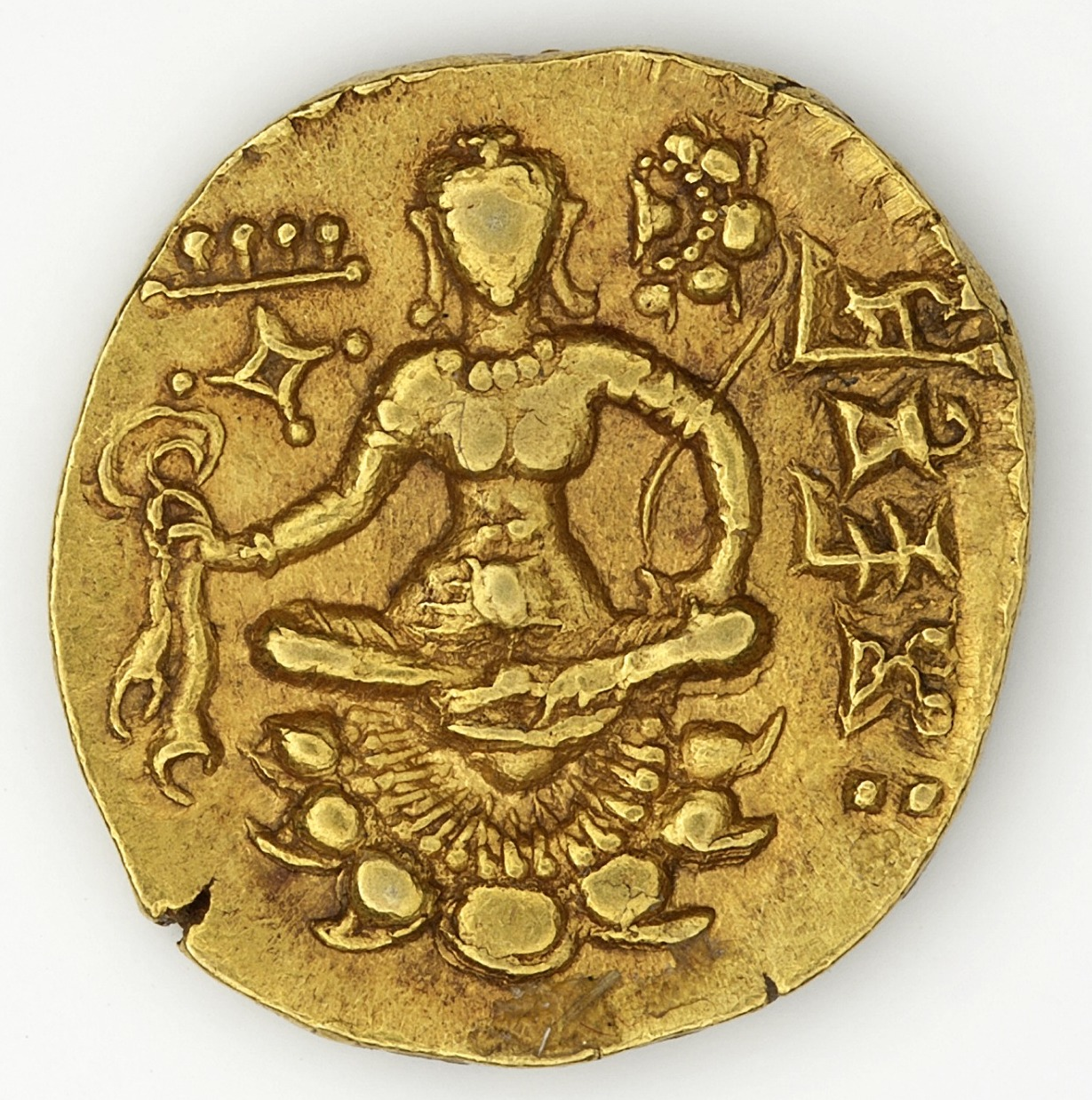
Золотой динар Чандрагупты II, правившего ок. 375 — ок. 415 н.э.
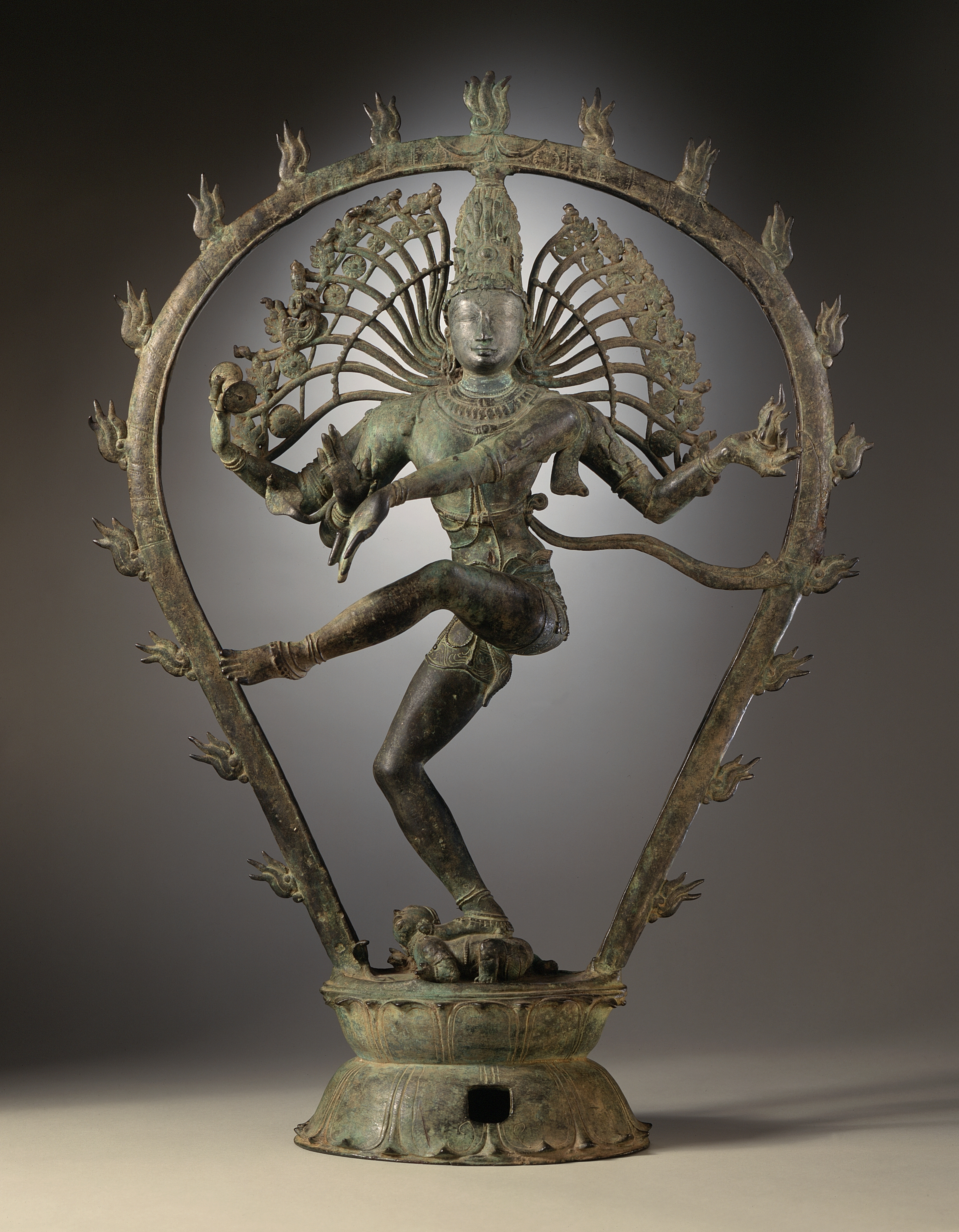
Двойной трон лотоса, типичный для бронзы чола. Шива Натараджа, X в.
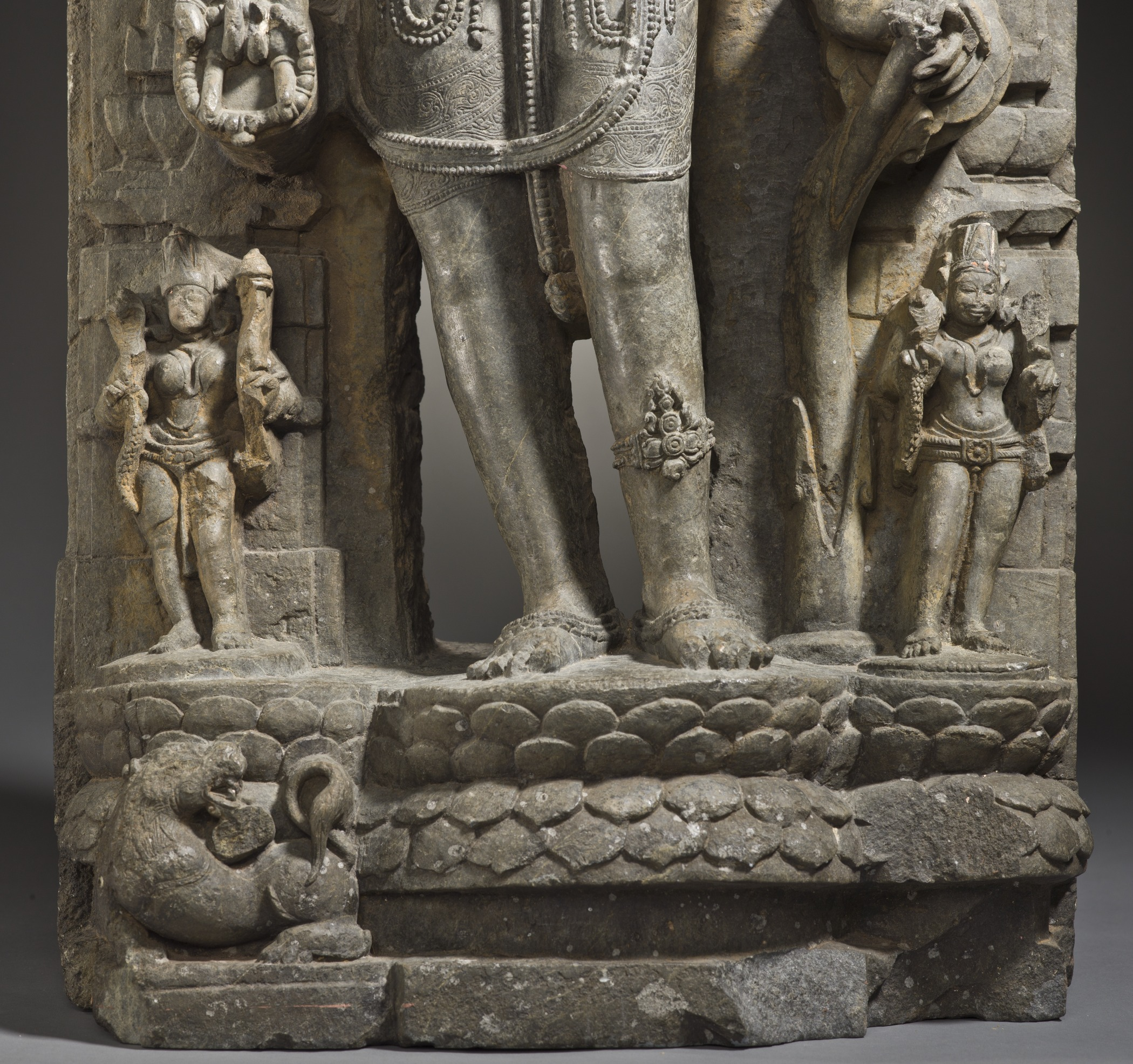
Двойной трон под Парвати, XI в.
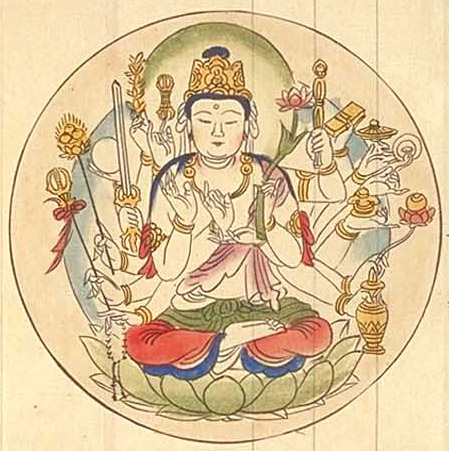
Гуаньинь, XII в., Япония
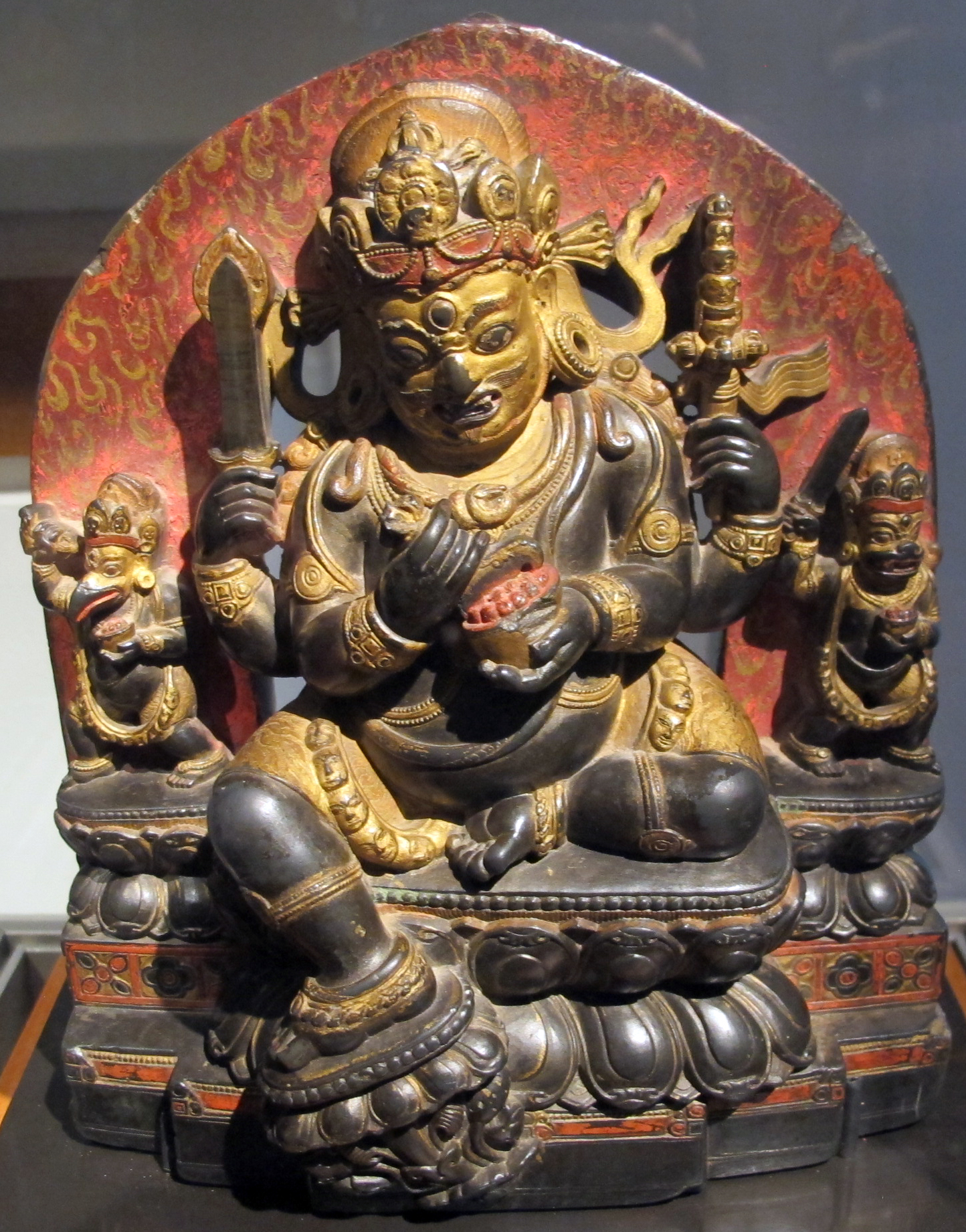
У каждой из трех фигур, а также у ноги тибетского божества Махакалы XII в. есть свой трон
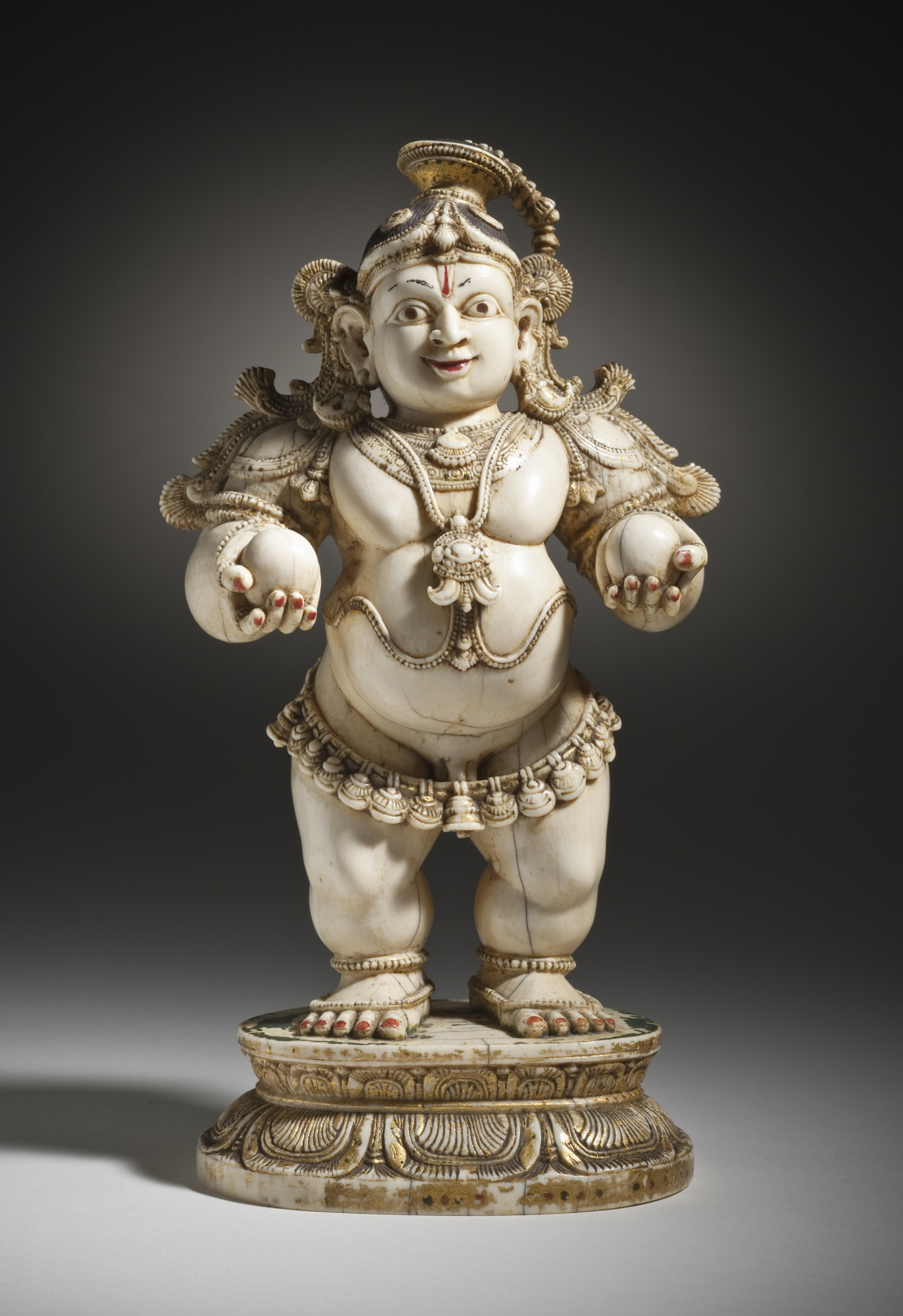
Кришна, ворующий масло, слоновая кость, Индия XVI в.
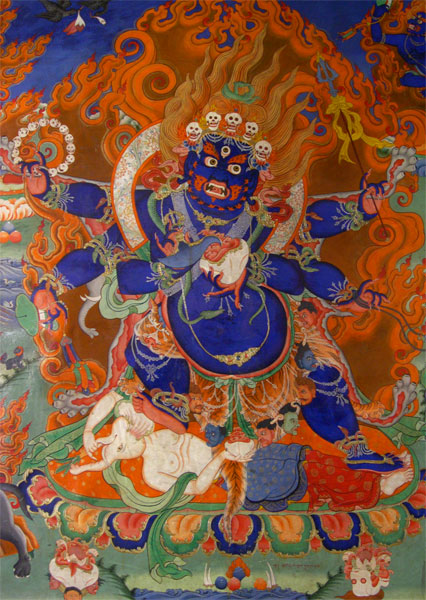
Необычный цветной буддийский трон под Махакалой, Ладакх
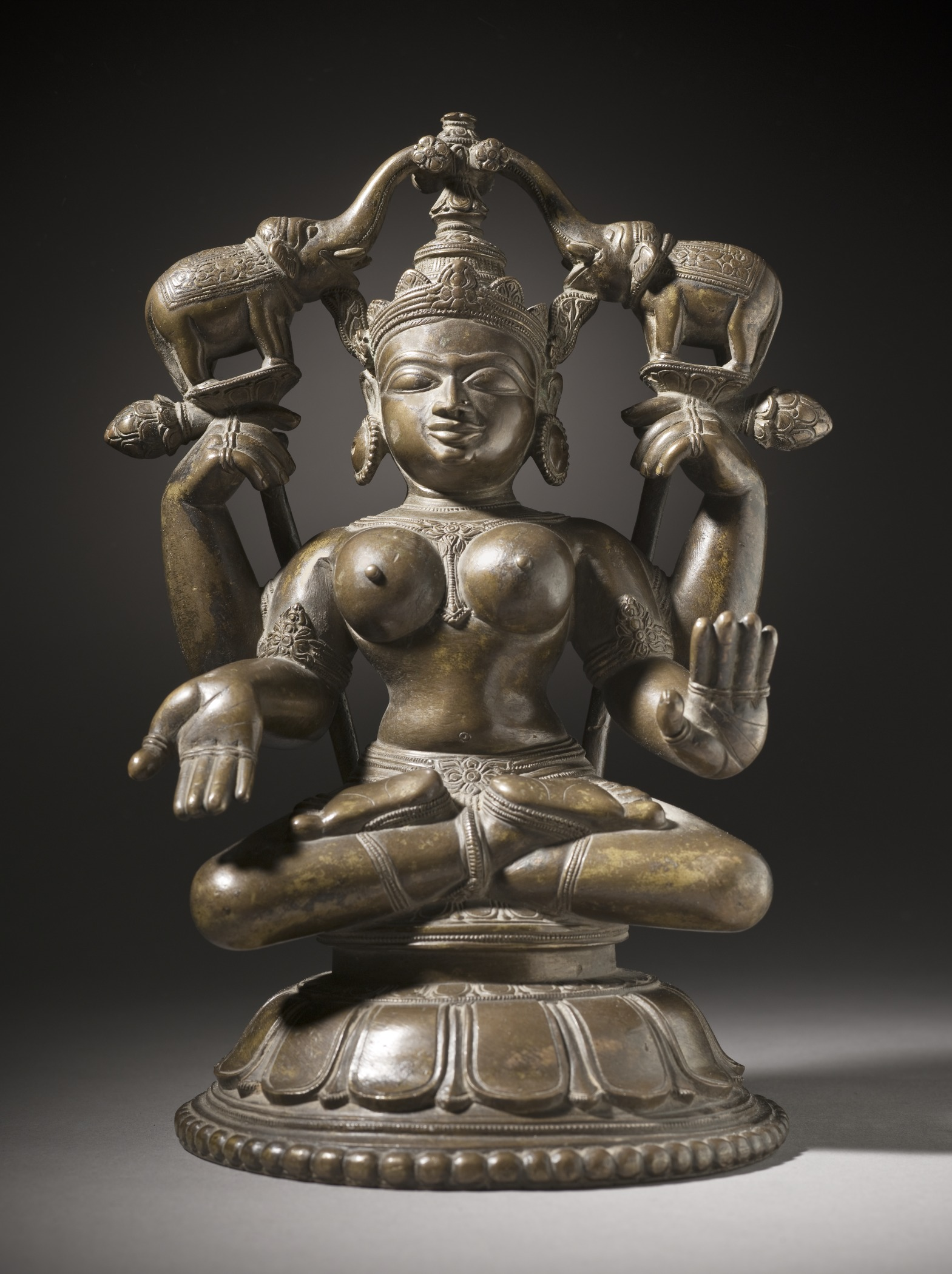
Трон лотоса под Гаджа-Лакшми с боковыми стеблями и почками, Одиша, XVIII в.
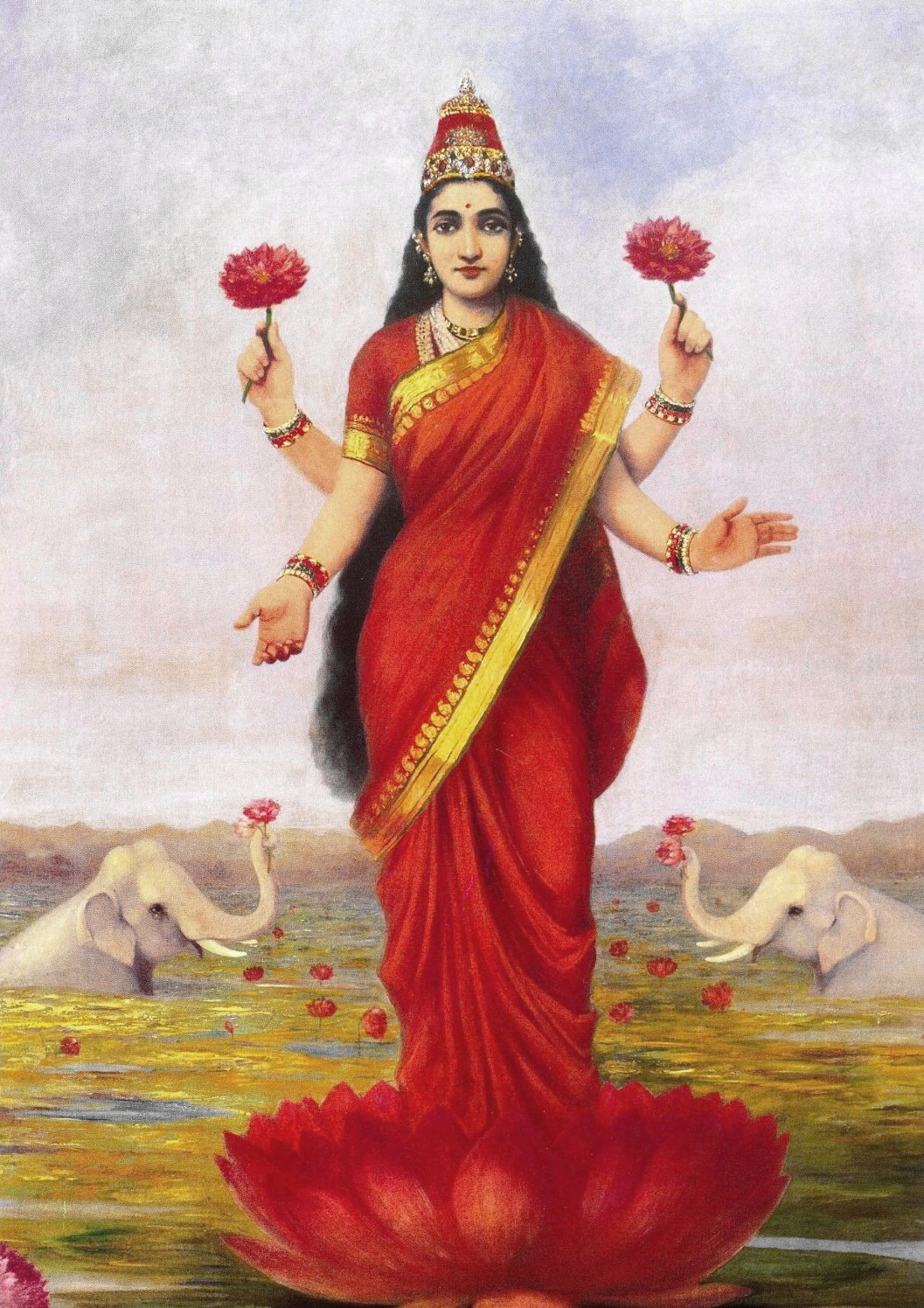
Раджа Рави Варма, богиня Лакшми, 1896

## Представляя всё растение

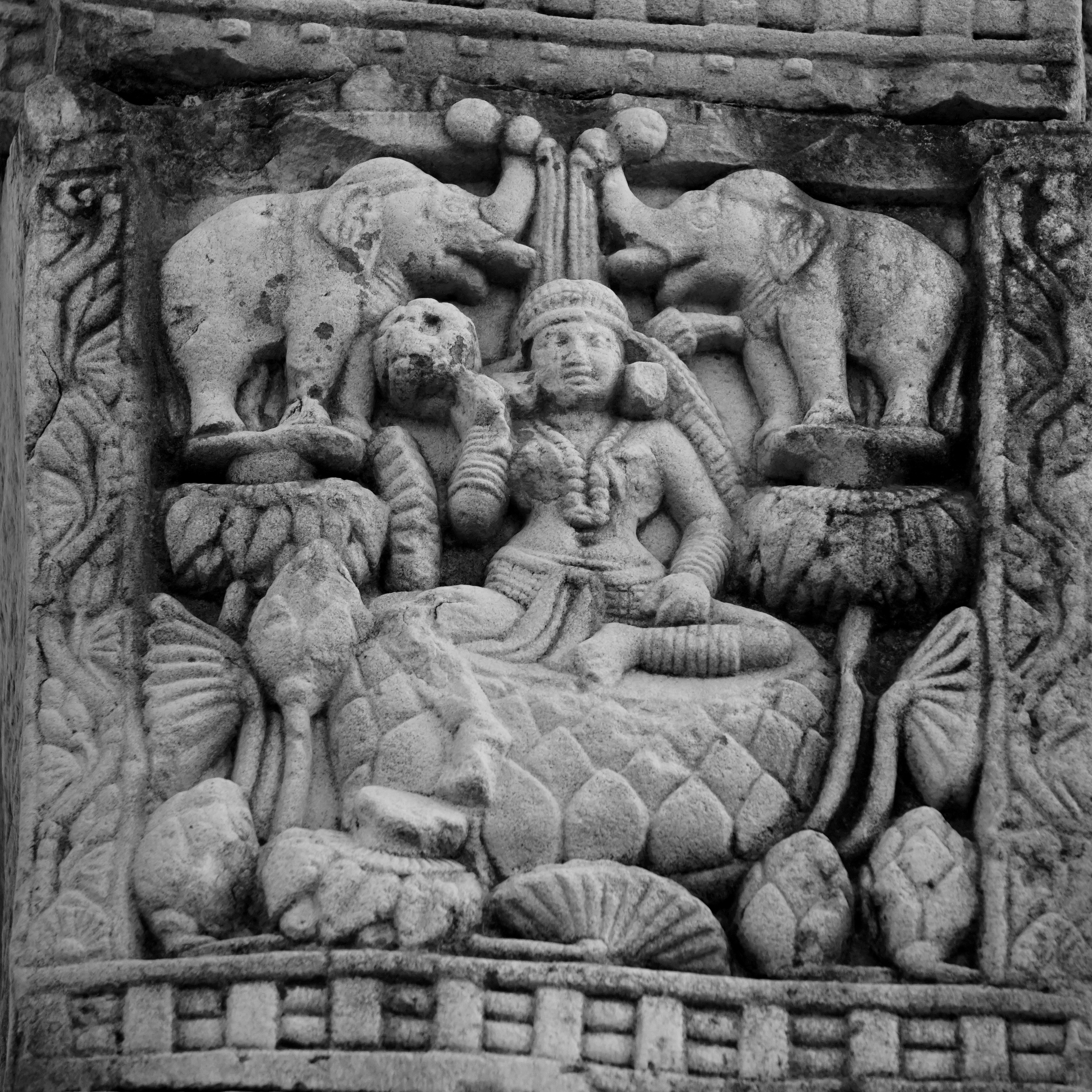
Мать Будды, королева Майя, прославляется слонами. Санчи, ворота ступы 3, вероятно I в. н.э.

Подавляющее большинство тронов лотоса изображают изолированный цветок или группу цветов в качестве основания для фигур. Но иногда встречаются более полные изображения растений. Знаменитый рельеф XVI в. Гаджа-Лакшми в пещере Эллора показывает пруд с листьями лотоса и распускающимися цветами.

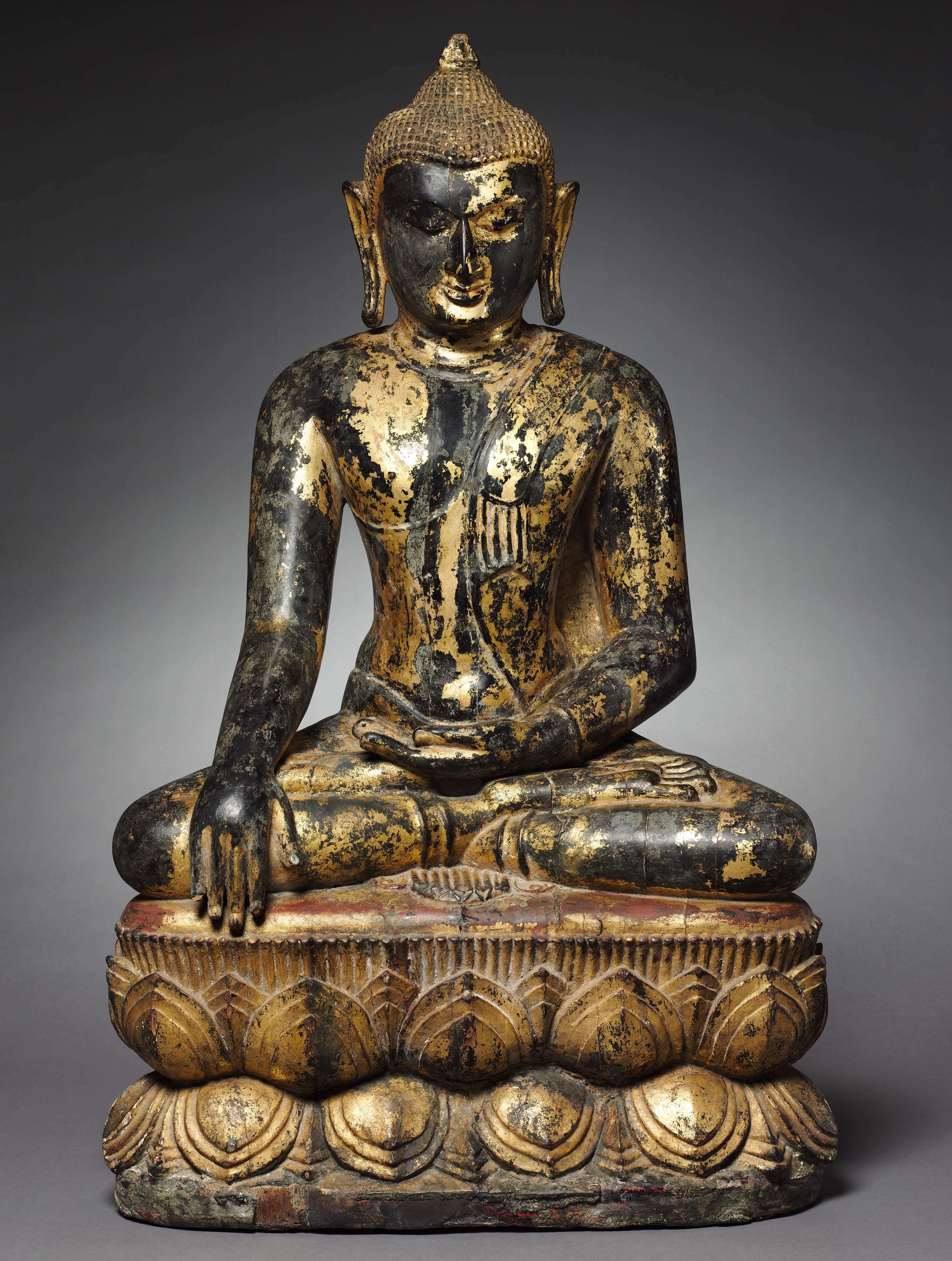
Будда, бирманское лакированое дерево, XI в.

Другие композиции показывают стебли, бутоны и цветы рядом с главной фигурой. Они могут оканчиваться на цветке, удерживающем главную фигуру, особенно если это Авалокитешвара или Вишну 5-го или 6-го века (оба также имеют эпитет Падмапани, «держатель лотоса»), или на другом троне лотоса, к которому протянута рука основной фигуры, кисть которой демонстрирует жест мудры. В качестве альтернативы стебли могут подниматься вверх, чтобы поддерживать троны лотоса под более мелкими фигурами, как в ранней терракотовой доске 1-го в. до н.э., показанной выше, где стебли поднимаются сбоку, чтобы поддержать слонов, прославляющих Гая-Лакшми. Каменный рельеф Санчи, показанный на фото, имеет подобную композицию с королевой Майей, матерью Будды. Над или под водой стебли могут поддерживаться маленькими фигурами нага.
Растение тронах лотоса часто представляется растущим из космического океана. На некоторых изображениях цветы находятся под водой, а ствол представляет мировую ось.